# Ida Scudder
Ida Sophia Scudder, née le 9 décembre 1870 à Vellore, dans le Tamil Nadu (Inde) et décédée le 24 mai 1960 à Kodaikanal (Inde), est une femme missionnaire médicale laïque, active en Inde du Sud. Particulièrement attentive aux problèmes médicaux féminins elle ouvre en 1902 un dispensaire (et hôpital en 1918) reconnu aujourd’hui comme un des plus grands hôpitaux de l’Inde, le ‘Christian Medical College and Hospital’ de Vellore.

## Biographie
Petite fille du premier missionnaire médical américain en Inde, le Docteur John Scudder, Ida appartient à une famille entièrement donnée à la fois à la profession médicale et au travail missionnaire. Durant son enfance à Vellore, en Inde, elle est en contact avec la famine, la pauvreté et les maladies.
Pour ses études, cependant, Ida Scudder se trouve aux États-Unis, au Northfield Seminary du Massachusetts et donne l’impression de s’orienter vers le mariage et une carrière aux États-Unis. Mais en 1890 elle retourne en Inde, à Tindivanam, et remplace sa mère, dont la santé est défaillante, comme assistante de son père médecin. Ida qui jusqu’alors était bien déterminée à ne pas suivre la voie médicale-missionnaire de ses parents, est tellement bouleversée de ce qu’elle voit  - trois jeunes femmes qui meurent en couches -  et son incapacité à faire face à de telles tragiques situations qu’elle décide de devenir médecin. Elle reste célibataire, consacrant sa vie aux femmes d’Inde du Sud.
Ida Scudder fait ses études de médecine au Cornell Medical College (New York) et reçoit son diplôme en 1899. À l’université elle fait partie du premier groupe de femmes admises comme étudiantes en sciences médicales. Scudder rentre en Inde. Son père meurt peu après (1900). Un don substantiel de 10,000 $ qui lui est fait par un banquier de Manhattan lui permet d’ouvrir en 1902 un modeste dispensaire pour femmes à Vellore, à 75 km de Madras (aujourd’hui ‘Chennai’). En deux ans elle traite 5000 patientes. Elle est connue comme bonne chirurgienne.

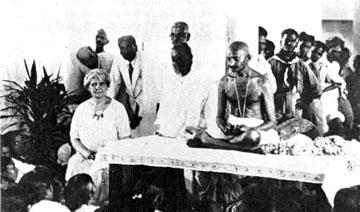
Le Mahatma Gandhi rend visite à Ida Scudder en 1928 (Vellore)

Ida Scudder est consciente que son combat pour la santé féminine en Inde du Sud n’ira pas loin si elle reste seule. Aussi décide-t-elle d’ouvrir une école médicale uniquement pour les filles. Démentant les prédictions de sceptiques qui lui garantissaient au plus trois étudiantes, elle a 151 demandes d’admission lors de la première année, en 1918. Il en est ainsi toutes les années qui suivent: les demandes dépassent largement le nombre de places. C’est la première école à donner des diplômes d’infirmière en Inde. D’abord soutenue par la Reformed Church d’Amérique, l’école reçoit le soutien d’autres Églises lorsqu’elle devient mixte. Aujourd’hui des 242 étudiants 95 sont masculins.
En 1923 les travaux de fondation commencent, sur un campus de 0,8 km2 à Bagayam (Vellore), pour l’école d’infirmières. En 1928 elle reçoit la visite du Mahatma Gandhi qui apprécie son travail en faveur des femmes. Plusieurs fois Ida Scudder doit se rendre aux États-Unis pour y récolter des fonds en faveur de son école d’infirmières. En 1945, l’école s’ouvre aux candidats masculins également.
Lorsqu’elle prend sa retraite Ida Scudder se retire dans son bungalow Hilltop dans les montagnes de Kodaikanal (Tamil Nadu). Elle est connue bien au-delà des frontières de l’Inde. Le courrier lui arrive adressé simplement : ‘Dr Ida, India’. En 1953, à l’âge de 83 ans, elle reçoit la Elizabeth Blackwell Citation (de New York) comme une des plus éminentes femmes médecins. Ida Scudder meurt le 24 mai 1960.

## Hommage et souvenir
- Une école est nommée à son nom en son honneur, la  ‘Ida Scudder School’ de Viruthampet, Vellore.
- Dans le cadre des cérémonies du centenaire du ‘Christian Medical College and hospital’ de Vellore un timbre est émis (12 aout 2000) avec comme illustration la chapelle universitaire, symbolisant l’ethos qui anime le ‘college’ et son hôpital. Le FDC (‘first day cover’) du même timbre exhibe le docteur Ida Scudder, fondatrice de l’institution.
- En 1953 Ida Scudder reçoit la 'Elizabeth Blackwell Citation’ du ‘New York Eye et Ear infirmary’ comme une des cinq éminentes femmes-docteurs de l’année 1952.